# 倫克
倫克（Renk）是南蘇丹東北部的小鎮，由上尼罗州負責管轄，毗鄰與蘇丹接壤的邊界，處於白尼羅河東岸，位於首都朱巴以北約970公里，鎮上有機場設施，2004年人口26,850。

## 外部連結
- Location of Renk at Google Maps
- Needs Assessment Study of Renk County In 2008 （页面存档备份，存于）